# BBK (classification)
Pour les articles homonymes, voir BBK.
La BBK, Bibliotečno-Bibliografičeskaja Klassifikacija (Библиотечно-Библиографическая Классификация, Classification Bibliothéco-Bibliographique), est un système de classification de bibliothèque créé du temps de l'Union soviétique et élaborée à partir de la CDU dans le but de la remplacer.
Cette classification essaie d'intégrer le marxisme-léninisme dans le système de classement des documents. Les sciences dites « objectives » sont donc favorisées dans le classement. Son système est alphadécimal. En effet, à chacune des 28 classes est affectée une lettre de l'alphabet cyrillique, et cette lettre est suivie de nombres exprimés en fractions décimales inspirées de la CDU. 
Elle est encore en vigueur dans de nombreuses bibliothèques de l'ex-bloc soviétique, dans une version parfois adaptée.

## Structure
La structure actuelle est la suivante :
1. Généralités scientifiques et interdisciplinaires
2. Sciences naturelles (physique et mathématiques, chimie, sciences de la terre, biologie)
3. Technique, sciences techniques
4. Gestion agricole et forestière, sciences agricoles et forestières
5. Protection de la santé, sciences médicales
6. Sciences sociales
7. Culture, science, éducation
8. Lettres, théologie, philosophie, psychologie
9. Littérature au contenu universel (bibliographies)

La structure soviétique courante était la suivante (basée sur l'alphabet cyrillique):
1. Marxisme-léninisme (A-А)
2. Sciences naturelles en général (B-Б)
3. Sciences physiques et mathématiques (V-В)
4. Sciences chimiques (G-Г)
5. Sciences de la terre (D-Д)
6. Sciences biologiques (E-Е)
7. Techniques et sciences techniques en général (Ž-Ж)
8. Énergétique et radio-électronique (Z-З)
9. Industrie minière (I-И)
10. Technologies des métaux, construction mécanique, construction d'appareils (K-К)
11. Technologies chimiques, production chimique et alimentaire (L-Л)
12. Technologies du bois, industrie légère, imprimerie, photographie (M-М)
13. Construction (N-Н)
14. Transports (O-О)
15. Économie et sciences forestières et agricoles (P-П)
16. Santé et médecine (R-Р)
17. Sciences sociales en général (S-С)
18. Histoire et sciences historiques (T-Т)
19. Économie et sciences économiques (U-У)
20. Partis politiques et organisations socio-politiques (F-Ф)
21. État et droit, sciences juridiques (X-Х)
22. Sciences et affaires militaires (C-Ц)
23. Culture, science et éducation (Č-Ч)
24. Philologie, littérature (Š-Ш)
25. Arts, histoire de l'art (ŠČ-Щ)
26. Religion et athéisme (Ė-Э)
27. Philosophie, psychologie (JU-Ю)
28. Littérature au contenu universel (encyclopédies, bibliographies) (JA-Я)

La hiérarchie des valeurs y est évidente: le marxisme, puis les sciences dures, puis les techniques, puis l'économie, puis les sciences sociales, puis les arts, puis les religions et l'athéisme, enfin la philosophie et psychologie. Le marxisme est donc supérieur à toutes les sciences, même aux sciences exactes, qui elles-mêmes sont largement supérieures aux humanités.